# Шеки-Загатальский экономический район
Шеки-Загатальский экономический район (азерб. Şəki-Zaqatala iqtisadi rayonu) — один из экономических районов Азербайджана. Включает Балакенский, Гахский, Габалинский, Огузский, Загатальский, Шекинский административные районы.

## Общие сведения
Шеки-Загатальский экономический район граничит с Россией (Дагестаном) на севере, с Грузией на западе.
Население — 599,9 тыс. человек (на начало 2015 года, 6,5 % от населения страны). Проживает в основном в предгорной части.
Площадь — 8840 км² (составляет 10,3% от общей площади республики). 
На 2010 год в районе действовало 115 промышленных предприятий. 
В 2022 году в районе действовало 17 063 субъекта малого и среднего бизнеса, в 2023 году — 18 010. 

## География и природа
Территория района разделена на три части: южный склон Большого Кавказа, Ганых-Хафтаранскую долину, Центральное Курское нагорье.
Высота района колеблется от 100 до 4466 метров. На территории района, на границе с Россией находится гора Базардюзю (4466м), которая является самой высокой точкой Азербайджана.
Наиболее распространенными ландшафтами в регионе являются луга, горы и лесные массивы с рядом лесных и горных почв. Район характеризуется разнообразным ландшафтом, более густым лесом, чем другие регионы Азербайджана.
27 % территории района покрыто лесными массивами.

### Реки и озёра
В районе имеются значительные водные запасы. 
Регион включает в себя следующие реки: Кишчай, Шинчай, Белаканчай, Катехчай, Демирапаранчай, Мазымчай, Мухах, Ганых, Айричай, Алиджан и Турйан. В регионе имеются такие источники тепловых и минеральных вод, как Огланбулагы, Гизбулагы, Хамамбулагы, Будушор, Агбулаг и Халхал. Нохур (Габалинский район) и Аджинохур (Гахский район) являются основными озёрами.

### Климат
Большая разница высот территории района явилась причиной разнообразия природных условий. Характерен умеренный климат.
Количество дней без осадков колеблется от 5 до 25 дней в июне - сентябре. Безморозный период продолжается в течение 150 - 250 дней или более. Количество дней с снежным покровом колеблется от 20 до 120. На высотах 500 - 700 метров климат субтропический, на более высоких высотах — мягкий и прохладный. Климат становится холоднее с увеличением высоты. 
Регион занимает второе место после зоны Ленкорань — Астара для диапазона годового количества осадков.

## Промышленность
Полезные ископаемые: большинство медных запасов республики, 90 % серного колчедана, 99 % месторождений цинка сосредоточены в этом районе. На территории района находится одно из двух месторождений полиметаллов в кавказском регионе (Филизчайское). В горах и предгорьях много сырья для производства строительных материалов (щебень, песок и т. д.).
Производство: промышленности района в основном представлена лёгкой и пищевой отраслями.
Пищевая промышленность: предприятия района базируются на переработке продукции садоводства и животноводства. Действуют Шекинский пищевой комбинат, заводы фруктово-овощных консервов в Габале, Гахе, Балакене, Нидже, Загатальские ореховый завод и фабрика по производству розового масла. Функционирют мелкие предприятия, выпускающие продукцию хлебопекарни, восточные сладости и безалкогольные напитки.
Основу лёгкой промышленности составляет шелководство. Во всех районных центрах действуют предприятия швейной промышленности. В Шеки изготавливаются шёлковые ткани, платки келагаи. 
На базе местного сырья в Загаталах работает мебельная фабрика, кирпичный завод, в Балакене — комбинат по изготовлению тары.

## Сельское хозяйство
Отрасли сельского хозяйства: шелководство, чаеводство, цветоводство, плодоводство, зерноводство, виноградарство, овцеводство. В районе выращивается 17 % производимых в республике  зерновых, 35 % кокона, 2 % зелёного чайного листа, более 10 % продукции животноводства.

## Инфраструктура
Транспортная инфраструктура: район обладает развитой транспортной сетью. Железная дорога Евлах — Балакен, запущенная в эксплуатацию с середины 1980-х годов способствовала расширению связей с другими районами. Действует авиасообщение Баку - Загаталы.
Социальная инфраструктура: общеобразовательные и средне-специальные школы, филиалы республиканских высших учебных заведений, учреждения здравоохранения и культурно-просветительские центры, музеи и театры.
Туризм: важный регион отдыха и туризма. В Габале, Шеки и Загаталах действуют учреждения отдыха и туризма. Через территорию района проложен международный туристический маршрут в Грузию.